# Christian Debias
Christian Debias (ur. 12 października 1946, zm. 4 kwietnia 2021) – francuski kierowca wyścigowy.

## Kariera
Rozpoczął karierę w międzynarodowych wyścigach samochodowych w 1980 roku od startów w Francuskiej Formule Renault, gdzie dziesięciokrotnie stawał na podium, w tym sześciokrotnie na jego najwyższym stopniu. Uzbierane 105 punktów pozwoliło mu zdobyć tytuł mistrza serii. W późniejszych latach Francuz pojawiał się także w stawce French Touring Car Championship, Europejskiej Formuły 3, World Challenge for Endurance Drivers oraz 24-godzinnego wyścigu Le Mans.